# Václav Fišer (politik)
Václav Fišer (11. duben 1907 Neuměř – 28. březen 1975 Plzeň) byl 18. blovický starosta v letech 1945–1946.
Václav Fišer se narodil 11. dubna 1907 v Neuměři u Stoda čp. 8. Navštěvoval dvoutřídní obecnou školu v Kvíčovicích, kterou zakončil v roce 1921. V roce 1927 absolvoval jednoroční učební kurz při měšťanské škole ve Stodě. Pracoval jako dělník v továrně na výrobu zrcadlového skla v Holýšově a později v plzeňské Škodovce. V roce 1930 se oženil s Barborou, rozenou Stahlovou, z Honezovic, se kterou měl tři dcery.
Od 17. ledna 1931 do 15. prosince 1954 byl správním zaměstnancem soudu v Bochově, Blovicích (5. leden 1939 až 20. září 1946), Chebu, Kutné Hoře, Kouřimi, Žatci a Plzni. Mezi lety 1954 a 1960 byl obchodním referentem železnorudných dolů a hrudkoven v Ejpovicích, poté až do důchodu v roce 1967 vedoucím rozvoje na ROH v plzeňské Škodovce (poté zastával pozice topiče, hlídače a vrátného). Zemřel 28. března 1975 v Plzni.

## Politická kariéra
Václav Fišer se zapojil do přeštické ilegální odbojové skupiny KSČ v říjnu 1939 pod vedením Václava Stehlíka a Matěje Bálka. Skupina byla v červnu 1941 rozprášena gestapem. V květnu 1945 připravoval revoluční MNV v Blovicích, kde zastával funkci bezpečnostního referenta.
Do KSČ oficiálně vstoupil 10. května 1945 a ihned se stal předsedou OV KSČ Plzeň-venkov. Mezi lety 1945 a 1947 byl také členem plzeňského krajského výboru strany. Na shromáždění 2. srpna 1945 byl zvolen starostou města, proti čemuž protestoval vrchní strážmistr Václav Berkovec s tím, že se Fišer nechoval během okupace jako správný Čech a napomáhal německé okupační správě. Námitku však ONV Plzeň-venkov zamítl.
Jeho činnost ve funkci starosty spočívala hlavně v prošetřování chování osob během Protektorátu. Na funkci předsedy národního výboru rezignoval 9. března 1946, protože byl přeložen k žateckému soudu.